# نيلز أندرسن (رجل أعمال)
نيلز أندرسن (بالدنماركية: Niels Andersen)‏ هو شخصية أعمال دنماركي، ولد في 11 سبتمبر 1835، وتوفي في 12 سبتمبر 1911.